# 고노 린
고노 린(일본어: 河野 臨, 1981년 1월 7일 도쿄도 니시토쿄시 ~ )은 일본의 바둑 기사이다. 현재 일본기원 도쿄본원 소속이다.

## 약력
- 1981년 1월 7일 일본 도쿄도 니시도쿄 시 출생
- 1996년 고바야시 고이치 9단 문하생으로 입단(15세)
- 1999년 7월 5단.
- 2001년 5월 6단.
- 2003년 6월 7단.
- 2004년 신예조기배 우승.
- 2005년 제31기 천원전 우승 (대 야마시타 케이고 3:2). 8단 승단.
- 2006년 제32기 천원전 우승 (대 야마시타 케이고 3:1), 9단 승단.
- 2007년 제33기 천원전 우승 (대 야마시타 케이고 3:1). 3연패
- 2008년 제34기 천원전 준우승 (대 장쉬 0:3), 제27기 일본NEC배 우승 (대 조선진 1:0), 제17기 용성배 우승 (대 장쉬 1:0).제4회 야마토 증권배 인터넷 바둑 오픈 대회 우승
- 2009년 제5회 야마토 증권배 인터넷 바둑 오픈 대회 우승 2연패
- 2010년 제22기 일본 NEC컵 우승(대 하네 나오키)
- 2012년 제38기 천원전 준우승 (대 이야마 유타 0-3)
- 2013년 제38기 작은기성전 준우승 (대 이야마 유타 2-3)
- 2014년 제26회 TV 바둑 아시아 선수권대회 준우승(상대 이세돌 9단), 제39기 작은기성전 준우승 (대 이야마 유타 2-3), 제23기 일본용성전 우승, 제39기 일본 명인전 준우승(대 이야마 유타 2-4)
- 2016년 제23기 아함동산배 우승(상대 조치훈 9단
- 2016년 제8회 응씨배 8강
- 2019년 제74기 혼인보 준우승(상대 이야마 유타 9단 2-4)
- 2020년 제44기 기성전 준우승(상대 이야마 유타 9단 2-4)